# Campionato mondiale di motocross 2020
Il campionato mondiale di motocross 2020 è la sessantaquattresima edizione del campionato mondiale di motocross.

## Stagione
Per quanto concerne la MXGP, il titolo è stato vinto per il secondo anno consecutivo dallo sloveno Tim Gajser su Honda che, vincendo 5 Gran Premi su 18, conquista il suo quarto titolo mondiale, il terzo nella MXGP. Nella classe MX2, il titolo è stato vinto dal francese Tom Vialle su KTM, vincitore di 7 Gran Premi in stagione, alla sua prima affermazione iridata.
Per quanto concerne i costruttori, Honda e KTM vincono i due titoli mondiali dell'MXGP mentre KTM e Yamaha vincono i due titoli dell'MX2.

## MXGP

### Calendario
| Data         | Gran Premio | Località        | Vincitore Gara 1   | Vincitore Gara 2   | Vincitore GP       |
| ------------ | ----------- | --------------- | ------------------ | ------------------ | ------------------ |
| 1º marzo     | Regno Unito | Matterley Basin | Jeffrey Herlings   | Tim Gajser         | Jeffrey Herlings   |
| 8 marzo      | Paesi Bassi | Valkenswaard    | Tim Gajser         | Jeffrey Herlings   | Jeffrey Herlings   |
| 9 agosto     | Lettonia    | Ķegums          | Tim Gajser         | Glenn Coldenhoff   | Glenn Coldenhoff   |
| 12 agosto    | Lettonia    | Ķegums          | Antonio Cairoli    | Arminas Jasikonis  | Antonio Cairoli    |
| 16 agosto    | Lettonia    | Ķegums          | Tim Gajser         | Jeffrey Herlings   | Jeffrey Herlings   |
| 6 settembre  | Italia      | Faenza          | Jeffrey Herlings   | Jeffrey Herlings   | Jeffrey Herlings   |
| 9 settembre  | Italia      | Faenza          | Jeremy Seewer      | Tim Gajser         | Jorge Prado García |
| 13 settembre | Italia      | Faenza          | Jorge Prado García | Tim Gajser         | Antonio Cairoli    |
| 27 settembre | Italia      | Mantova         | Jeremy Seewer      | Tim Gajser         | Jeremy Seewer      |
| 30 settembre | Italia      | Mantova         | Jorge Prado García | Romain Febvre      | Romain Febvre      |
| 4 ottobre    | Italia      | Mantova         | Tim Gajser         | Antonio Cairoli    | Tim Gajser         |
| 11 ottobre   | Spagna      | Arroyomolinos   | Jorge Prado García | Jorge Prado García | Jorge Prado García |
| 18 ottobre   | Belgio      | Lommel          | Gautier Paulin     | Tim Gajser         | Tim Gajser         |
| 21 ottobre   | Belgio      | Lommel          | Tim Gajser         | Jorge Prado García | Jorge Prado García |
| 25 ottobre   | Belgio      | Lommel          | Tim Gajser         | Tim Gajser         | Tim Gajser         |
| 1º novembre  | Italia      | Pietramurata    | Tim Gajser         | Clément Desalle    | Antonio Cairoli    |
| 4 novembre   | Italia      | Pietramurata    | Jeremy Seewer      | Tim Gajser         | Tim Gajser         |
| 8 novembre   | Italia      | Pietramurata    | Romain Febvre      | Tim Gajser         | Tim Gajser         |

### Classifiche finali

#### Piloti
| Pos. | Pilota              | Moto     | Punti |
| ---- | ------------------- | -------- | ----- |
| 1º   | Tim Gajser          | Honda    | 720   |
| 2º   | Jeremy Seewer       | Yamaha   | 618   |
| 3º   | Antonio Cairoli     | KTM      | 599   |
| 4º   | Romain Febvre       | Kawasaki | 572   |
| 5º   | Gautier Paulin      | Yamaha   | 505   |
| 6º   | Jorge Prado García  | KTM      | 476   |
| 7º   | Clément Desalle     | Kawasaki | 466   |
| 8º   | Glenn Coldenhoff    | Gas Gas  | 375   |
| 9º   | Jeremy Van Horebeek | Honda    | 316   |
| 10º  | Brian Bogers        | KTM      | 298   |

#### Costruttori
| Pos. | Costruttore | Punti |
| ---- | ----------- | ----- |
| 1º   | KTM         | 764   |
| 2º   | Honda       | 757   |
| 3º   | Yamaha      | 690   |
| 4º   | Kawasaki    | 661   |
| 5º   | Gas Gas     | 486   |
| 6º   | Husqvarna   | 383   |

## MX2

### Calendario
| Data         | Gran Premio | Località        | Vincitore Gara 1  | Vincitore Gara 2     | Vincitore GP      |
| ------------ | ----------- | --------------- | ----------------- | -------------------- | ----------------- |
| 1º marzo     | Regno Unito | Matterley Basin | Jago Geerts       | Tom Vialle           | Jago Geerts       |
| 8 marzo      | Paesi Bassi | Valkenswaard    | Jago Geerts       | Tom Vialle           | Tom Vialle        |
| 9 agosto     | Lettonia    | Ķegums          | Tom Vialle        | Jago Geerts          | Tom Vialle        |
| 12 agosto    | Lettonia    | Ķegums          | Jago Geerts       | Jago Geerts          | Jago Geerts       |
| 16 agosto    | Lettonia    | Ķegums          | Tom Vialle        | Jago Geerts          | Jago Geerts       |
| 6 settembre  | Italia      | Faenza          | Jago Geerts       | Maxime Renaux        | Maxime Renaux     |
| 9 settembre  | Italia      | Faenza          | Tom Vialle        | Tom Vialle           | Tom Vialle        |
| 13 settembre | Italia      | Faenza          | Jago Geerts       | Tom Vialle           | Tom Vialle        |
| 27 settembre | Italia      | Mantova         | Tom Vialle        | Jed Beaton           | Thomas Kjer Olsen |
| 30 settembre | Italia      | Mantova         | Thomas Kjer Olsen | Tom Vialle           | Thomas Kjer Olsen |
| 4 ottobre    | Italia      | Mantova         | Tom Vialle        | Jago Geerts          | Jago Geerts       |
| 11 ottobre   | Spagna      | Arroyomolinos   | Tom Vialle        | Jago Geerts          | Tom Vialle        |
| 18 ottobre   | Belgio      | Lommel          | Ben Watson        | Jago Geerts          | Tom Vialle        |
| 21 ottobre   | Belgio      | Lommel          | Jago Geerts       | Tom Vialle           | Tom Vialle        |
| 25 ottobre   | Belgio      | Lommel          | Ben Watson        | Roan Van De Moosdijk | Ben Watson        |
| 1º novembre  | Italia      | Pietramurata    | Thomas Kjer Olsen | Jago Geerts          | Jago Geerts       |
| 4 novembre   | Italia      | Pietramurata    | Tom Vialle        | Jago Geerts          | Jago Geerts       |
| 8 novembre   | Italia      | Pietramurata    | Tom Vialle        | Ben Watson           | Ben Watson        |

### Classifiche finali

#### Piloti
| Pos. | Pilota               | Moto      | Punti |
| ---- | -------------------- | --------- | ----- |
| 1º   | Tom Vialle           | KTM       | 759   |
| 2º   | Jago Geerts          | Yamaha    | 679   |
| 3º   | Maxime Renaux        | Yamaha    | 581   |
| 4º   | Jed Beaton           | Husqvarna | 564   |
| 5º   | Ben Watson           | Yamaha    | 551   |
| 6º   | Thomas Kjer Olsen    | Husqvarna | 540   |
| 7º   | Roan Van De Moosdijk | Kawasaki  | 466   |
| 8º   | Conrad Mewse         | KTM       | 365   |
| 9º   | Ruben Fernandez      | Yamaha    | 343   |
| 10º  | Stephen Rubini       | Honda     | 279   |

#### Costruttori
| Pos. | Costruttore | Punti |
| ---- | ----------- | ----- |
| 1º   | Yamaha      | 810   |
| 2º   | KTM         | 786   |
| 3º   | Husqvarna   | 655   |
| 4º   | Kawasaki    | 561   |
| 5º   | Honda       | 411   |
| 6º   | Gas Gas     | 343   |